# Claus Cornelius Fischer
Claus Cornelius Fischer (8. června 1951, Berlín – 13. prosince 2020) byl německý spisovatel, překladatel a scenárista. Do češtiny byly přeloženy jeho detektivní příběhy s komisařem van Leeuwenem v hlavní roli.

## Život
Fischer se narodil roku 1951 v Berlíně, vystudoval novinářskou školu v Mnichově. Poté pracoval na volné noze jako novinář (přispíval mimo jiné do periodik Die Welt a Die Zeit) a překladatel amerických románů, časem se prosadil jako scenárista a prozaik.
V roce 1989 se spolu s Günterem Grassem a Norbertem Blümem podílel na prvním německém vydání Satanských veršů Salmana Rushdieho.
Se svou ženou žil střídavě v Mnichově a v Berlíně.

## Dílo
Fischerův první román Goyas Hand, věnující se malíři Franciscu de Goyovi, byl nominován na cenu aspekte-Literaturpreis, udělovanou za nejlepší prozaickou prvotinu v německém jazyce. Dále napsal více než deset románů (žánrově detektivky, thrillery a historické romány) a filmové scénáře. Publikoval také pod pseudonymem Noel Sanssouci. Společně s Hansem Gamberem publikoval pod pseudonymem Christopher Barr.
V roce 2007 začal tvořit mezinárodně vydávanou detektivní sérii s amsterdamským komisařem Bruno van Leeuwenem, jejíž děj se odehrává v Nizozemí. Série se vyznačuje psychologicky prokreslenými charaktery postav a nevšedními až exotickými okolnostmi děje.

### Detektivní série s komisařem van Leeuwenem
- Und vergib uns unsere Schuld (2007) - česky … a zbav nás ode všeho zlého (MOBA 2008, překlad Zuzana Schönová, ISBN 978-80-243-3046-4)
- Und verführe uns nicht zum Bösen (2008) - česky Palác tisíce koření ( MOBA 2009, překlad Zuzana Schönová, ISBN 978-80-243-3456-1)
- Totenengel (2009)
- Eisherz - Commissaris van Leeuwen und der Mann mit dem eisigen Herzen (2010, 2018)
- Commissaris van Leeuwen und das Mädchen mit der Silbermünze (2018)